# Revolver (上木彩矢の曲)
『Revolver』（りぼるばー）は、上木彩矢の12枚目のシングル。

## 概要
- 上木単独名義としては「世界はそれでも変わりはしない」から1年6ヶ月ぶり、エイベックスへの移籍後初のシングル。

## 収録曲

### CD
1. Revolver
  - 作詞：上木彩矢 / 作曲・編曲：原一博

CRゴルゴ13 BACK IN THE BATTLEFIELD テーマソング。このCMには上木本人も出演した。
2. Infinity
  - 作詞：上木彩矢 / 作曲・編曲：加藤裕介

テレビ埼玉「NEWS 930」「WEEKEND 930」エンディングテーマ

### DVD
AYA KAMIKI PREMIUM LIVE @　2010.4.3
1. introduction 〜INDIVIDUAL EMOTION〜
2. The Light
3. EMPTY
4. Break my day
5. ピエロ (Acoustic Ver.)
6. 世界はそれでも変わりはしない
7. 248 Mile
8. sokubaku LOVE
9. CLAP YOUR HANDS

Guitar : Kenji Suzuki　Bass : Rokuya Kudo
Keyboards : Kouhei Munemoto　Drums : Yutaka Watanabe

## 収録アルバム
Revolver
- Gloriosa
- THE FINAL JOURNEY

Infinity
- THE FINAL JOURNEY（初回盤のみ）